# Gouts
Gouts é uma comuna francesa na região administrativa da Nova Aquitânia, no departamento Landes. Estende-se por uma área de 11,11 km². Em 2010 a comuna tinha 277 habitantes (densidade: 24,9 hab./km²).